# غواشين
غواشين هي قرية في مقاطعة سراب، إيران. عدد سكان هذه القرية هو 266 في سنة 2006.